# 馬修·培察
馬修·培察 CBE （英語：Mathew Prichard，1943年9月21日—）是英國作家阿嘉莎·克莉絲蒂的外孫，Colwinston慈善信託基金會的創立者。曾任阿嘉莎·克莉絲蒂有限公司董事長、阿嘉莎·克莉絲蒂協會主席。亦是幾部改編自克莉絲蒂小說的電視劇的製片人。

## 生平
1943年9月21日出生於柴郡，父親是休伯特·培察、母親是羅莎琳·希克斯。9歲時，外婆阿嘉莎·克莉絲蒂將戲劇《捕鼠器》的版權作為生日禮物送給他。
1976年至2016年間擔任阿嘉莎·克莉絲蒂有限公司董事長。
1995年，用《捕鼠器》的版稅成立Colwinston慈善信託基金，贊助威爾斯地區的藝術機構，包括威爾斯國家博物館、威爾斯千禧中心、威爾斯國家劇院等。2004年，在母親羅莎琳去世之後接管克莉絲蒂的文學遺產。

## 榮譽
- 1992年，獲授大英帝國司令勳章[7][9]。
- 2012年，獲授威爾士親王慈善獎章[2]。

## 外部連結
- 馬修·培察在互联网电影资料库（IMDb）上的資料（英文）